# Orotermes monstrosa
Orotermes monstrosa là một loài bướm đêm trong họ Noctuidae.